# Ooencyrtus bambeyi
Ooencyrtus bambeyi är en stekelart som först beskrevs av Jean Risbec 1954.  Ooencyrtus bambeyi ingår i släktet Ooencyrtus och familjen sköldlussteklar. Inga underarter finns listade i Catalogue of Life.